# نیوبیلدینگز
نیوبیلدینگز (به انگلیسی: Newbuildings) یک روستا در بریتانیا است. نیوبیلدینگز ۳٬۳۸۱ نفر جمعیت دارد.